# ياسو إيكوما
ياسو إيكوما (باليابانية: 梨原靖夫؛ بالكانا: なしはら やすお) هو لاعب كرة يد ياباني، ولد في 12 يوليو 1955.

## وصلات خارجية
- ياسو إيكوما على موقع أوليمبيديا (الإنجليزية)